# جورجیو جیارتتا
جورجیو جیارتتا (انگلیسی: Giorgio Giaretta; ۶ سپتامبر ۱۹۱۲ – ۲۰ مهٔ ۱۹۸۱) بازیکن فوتبال اهل ایتالیا بود.
از باشگاه‌هایی که در آن بازی کرده‌است می‌توان به باشگاه فوتبال پادوا، باشگاه فوتبال چیتادلا، و باشگاه فوتبال یوونتوس اشاره کرد.